# Воденица Мишића у Кучеву
Воденица Мишића у Кучеву се налази недалеко од центра места и представља једну од ретких воденица које се налазе у урбаној структури града. Саграђена је у првој половини 19. века и потпуно је очувана, има статус непокретног културног добра као споменик културе.

## Изглед
Воденица за рад користи воду реке Пек, кроз воденички јаз дуг два километра. Подигнута је као приземна зграда, основе у облику ћириличног слова Г, димензија 12,25 x 8,90 m. Темељи воденице су од ломљеног камена, у делу изван воденичког јаза, док се део воденице изнад јаза ослања на дрвене стубове. Унутрашњи простор воденице подељен је на воденицу и собу за воденичара. Зидови воденичког простора су од храстових талпи насатично нанизаних једна на другу и ужљебљених у вертикалне храстове стубове, док су зидови собе воденичара бондручне конструкције, са испуном од храстових гредица, олепљени са спољашње и унутрашње стране блатним малтером и кречени. Под у воденици у делу изнад јаза је од дасака постављених преко потпасница, док је у другом делу од набијене земље. Кров је сложен и покривен је ћерамидом.
Недалеко од воденице налази се воденичка брана са пет отвора кроз које вода протиче у жљебове, а затим пада на лопатице витлова који покрећу воденичке каменове. У воденичком простору се налази пет воденичких каменова, поређаних у низу уз источни зид, од којих сваки ради засебно преко свог механизма.